# Ouyen
Ouyen – miasto w Australii, w stanie Wiktoria.